# 민지환
민지환(閔智煥, 1937년 8월 16일~)은 대한민국의 배우이고, 강원 원성 출생으로 1956년에 연극 배우로 처음 데뷔했다.
1956년 당시에 민승원 본명으로써 연극배우로 첫 데뷔를 하였고, 1962년 4월, 당시에 안상만이라는 첫 이전 예명으로써 서울중앙방송(지금의 KBS 한국방송공사)의 특채 2기 성우로 입격 직후 같은 해 11월에 영화 《대도전》의 단역을 통하여 영화배우로 데뷔를 함에 이어, 두해 지난 1964년 당시에 민승원 본명으로써 TBC(동양방송)의 공채 1기 성우로 입문하였으며, 2년 이후 1966년 당시에 민지환이라는 두번째 현재 예명으로써 서울중앙방송(지금의 KBS 한국방송공사)의 공채 6기 탤런트로 정식 데뷔하였다. 그의 1962년 서울중앙방송 특채 2기 성우 입격 동기로는 김상순, 김성겸 등이 있고, 1964년 TBC 공채 1기 성우 입문 동기로는 김세윤 등이 있으며, 1966년 서울중앙방송 공채 6기 탤런트 합격 동기로는 문오장, 권성덕, 남능미 등이 있다.

## 연기 활동

### 텔레비전 드라마
- 1971년 《귀로》 ... 대공수사요원 역
- 1972년 《허생전》
- 1972년 《그 얼굴에 햇살을》
- 1972년 《야간비행》
- 1972년 《고향》
- 1974년 《이율곡》
- 1974년 《꽃피는 팔도강산》
- 1975년 《아버지와 딸》
- 1978년 《6.25》
- 1978년 《모란꽃》
- 1979년 《차씨마을》 ... 당위원장 역
- 1979년 《대한국인》 ... 안창호 역
- 1980년 《파천무》 ... 일연스님 역
- 1980년 《달리는 사람들》
- 1981년 《우리에게 축복의 기도를》
- 1982년 《풍운》 ... 김병국 역
- 1982년 《밀봉》
- 1982년 《맥토》
- 1983년 《어머님 날 낳으시고》
- 1983년 《객주》
- 1984년 《독립문》 ... 박영효 역
- 1984년 《봉선화》
- 1984년 《전쟁 6.25》
- 1984년 《휴전 6.25》
- 1985년 《새벽》 ... 김삼룡 역
- 1985년 《고향》
- 1985년 《오성장군 김홍일》 ... 김홍일 역
- 1986년 《길손》
- 1986년 《초혼가》
- 1987년 《토지》
- 1989년 《천명》
- 1990년 《잃어버린 섬》
- 1990년 《왕조의 세월》
- 1990년 《서울뚝배기》
- 1991년 《여명의 눈동자》
- 1992년 《전원일기》
- 1993년 《먼동》
- 1993년 《기쁨이면서 슬픔인 채로》
- 1993년 《다큐멘터리 극장》 ... 노재현 국방장관 역
- 1995년 《제4공화국》 ... 수도경비사령관 윤필용 장군 역
- 1996년 《프로젝트》
- 1998년 《왕과 비》
- 2000년 《태조 왕건》
- 2001년 《명성황후》
- 2004년 《장길산》
- 2005년 《제5공화국》 ... 수도경비사령관 윤필용 장군 역
- 2006년 《성 김대건》
- 2008년 《땀의 순교자 탁덕 최양업》

### 영화
- 1974년 《국회 푸락치》
- 1974년 《잊지 못할 모정》
- 1976년 《위험한 여자》
- 1976년 《과거는 왜 물어》
- 1978년 《이한몸 다바쳐》
- 1979년 《학을 그리는 여인》
- 1984년 《사약》
- 1989년 《인간 시장4 - 오! 하나님》
- 1991년 《인간시장 3》
- 1994년 《라이 따이한》
- 2005년 《태풍》
- 2006년 《거룩한 계보》
- 2007년 《디워》
- 2007년 《바르게 살자》
- 2008년 《굿모닝 프레지던트》
- 2016년 《종이 비행기》
- 2017년 《특별시민》
- 2018년 《종이비행기》

## 연기 외 활동

### 텔레비전 프로그램
- 2011년 KBS2 《여유만만》 (9월 6일) ... 게스트

## 수상 경력
- 1975년 제11회 백상예술대상 인기상

## 특이 사항
- 그는 《제4공화국》과  《제5공화국》에서 과거 수도경비사령부 사령관 윤필용 역할을 했었다.